# Schloss Ober-Stephansdorf

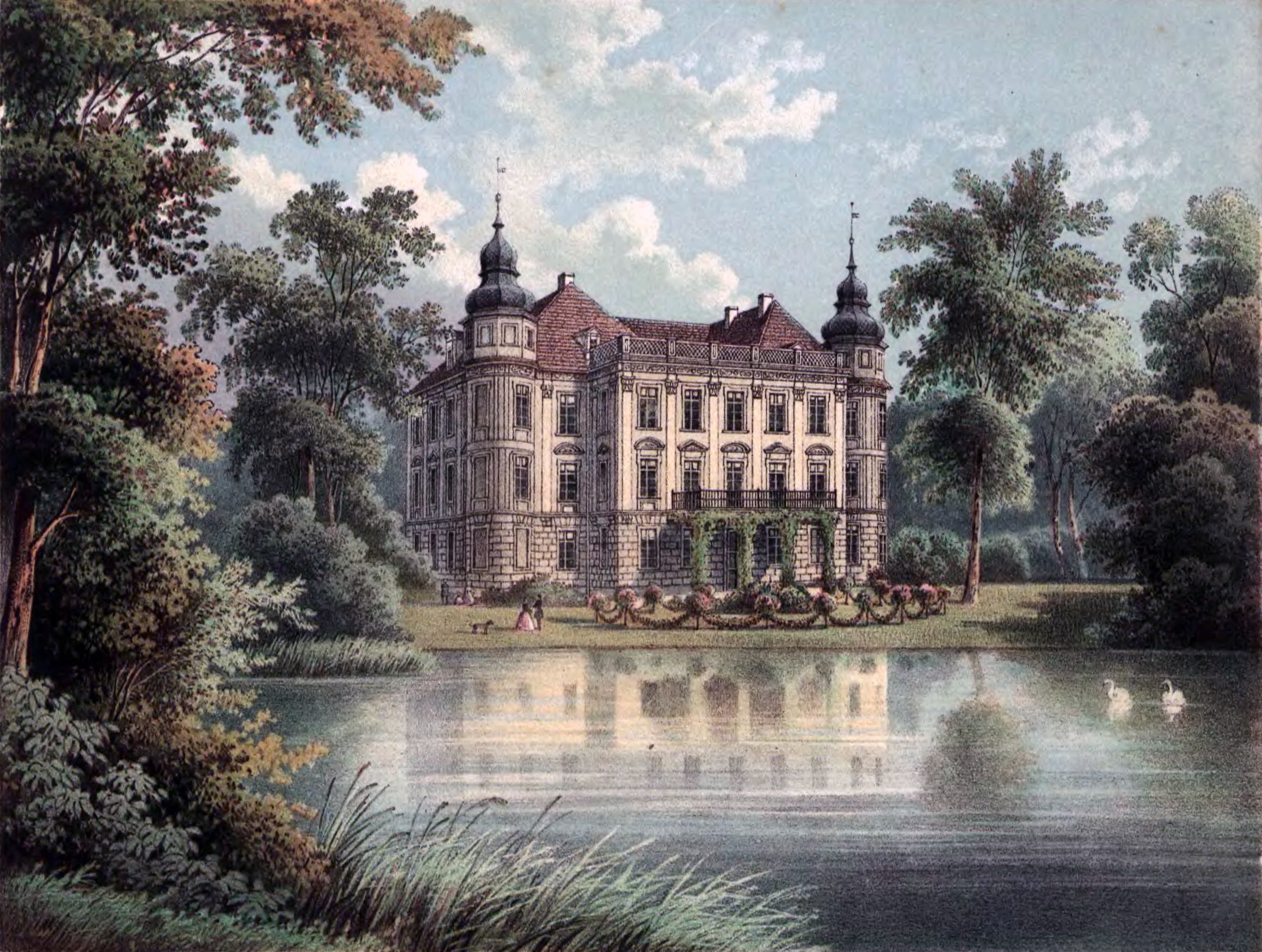
Schloss Stephansdorf Mitte des 19. Jahrhunderts

Schloss Ober-Stephansdorf (polnisch Pałac w Szczepanowie) ist ein Schloss in Szczepanów (deutsch: Stephansdorf) in der Stadt- und Landgemeinde Środa Śląska (Neumarkt in Schlesien) im Powiat Średzki der Woiwodschaft Niederschlesien in Polen.

## Geschichte
Das Vorwerk Ober-Stephansdorf ist in der ersten Hälfte des 14. Jahrhunderts urkundlich belegt. 1503 gehörte es zusammen mit Anteilen von Raschdorf und Schadewinkel (Lipnica) dem Georg von Reibnitz. Von 1523 bis 1585 waren hier die von Schindel ansässig. Durch Heirat gelangte es an die von Kanitz, die den Besitz bis 1617 hielten. 1622 gelangte es durch Heirat an Hans von Kreiselwitz und Jakobsdorf. Dessen Tochter heiratete 1683 den der Kurfürstlich-sächsischen Rat und Amtshauptmann Wolf Albrecht von Loeben. Er verkaufte 1688 den Besitz an Frantz Batzner von Schlagenberg, der 1690 das Schloss umbauen ließ.
Im Siebenjährigen Krieg (1756–1763) wurde das Schloss schwer beschädigt. Unter den Grafen von Schweinitz und Krain wurde es 1768–1772 umgebaut. Die heute erhaltenen reichen Stuckaturen im Erdgeschoss wurden damals geschaffen.
In den 1840er Jahren wurde ein weiterer Umbau durchgeführt, bei dem die Türme um ein Geschoss erhöht und die Fassade von der Gartenseite her verändert wurden. Die Familie von Loesch blieb bis zum Ende des Zweiten Weltkriegs 1945 Besitzer.

## Bauwerk
Vermutlich bestand schon im 16. Jahrhundert ein Herrenhaus am heutigen Ort. Der heutige Schlossbau, bei dem einem älteren dreiflügeligen Bau zwischen zwei Türmen eine barocke Fassade vorgesetzt wurde, bezeugt den Übergang zwischen Renaissance und Barock.